# Holger Weinert

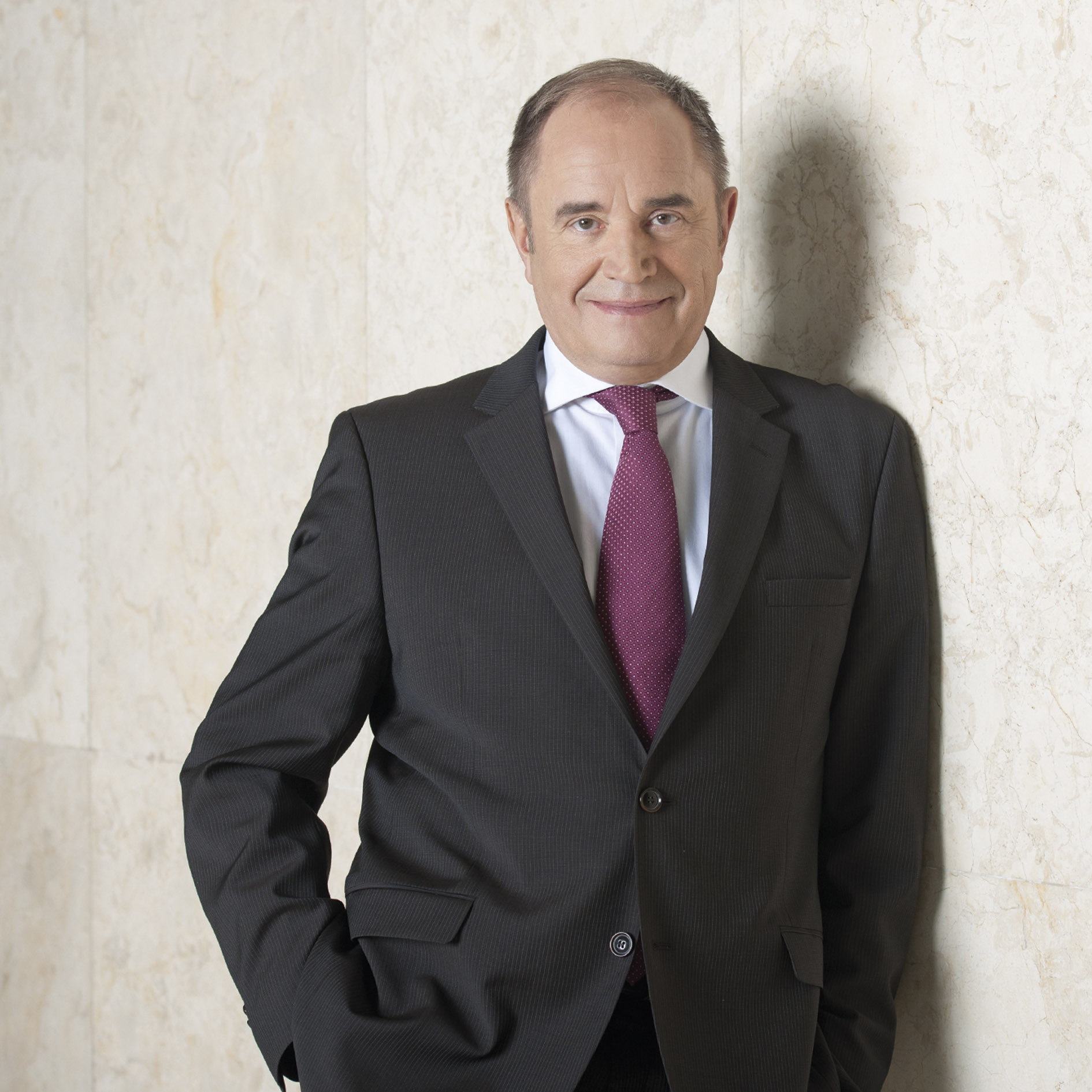
Holger Weinert (2017)

Holger Martin Weinert (* 29. Oktober 1951 in West-Berlin) ist ein deutscher Journalist und Fernsehmoderator. Er arbeitete hauptsächlich für den Hessischen Rundfunk.

## Leben
Nach dem Abitur 1971 in Köln verbrachte Weinert zwei Jahre als ehrenamtlicher Pflegehelfer für die Aktion Sühnezeichen Friedensdienste in den USA. Im Anschluss daran studierte er ab 1973 in Bonn und Tübingen evangelische Theologie und Kulturwissenschaften. Das Studium schloss er 1978 mit einem Examen ab. Neben dem Studium arbeitete er publizistisch als freier Mitarbeiter des Schwäbischen Tagblatts und als wissenschaftlicher Mitarbeiter der Zeitschrift für Kirchengeschichte.
Nach einem Volontariat in Baden-Baden war Weinert ab 1979 als Redakteur des Weser-Kuriers und der Bremer Nachrichten tätig. 1984 wechselte er zu Radio Bremen, wo er zwei Jahre als Redakteur des neuen Regionalmagazins Buten un binnen arbeitete. 1986 kam Weinert zum Hessischen Rundfunk, für den er bis 2017 im Rahmen des Hessenfernsehens als Moderator, Reporter und Dokumentarfilmer tätig war.
Am 1. September 2006 ging Holger Weinert mit seinem Partner Roland Klostermann eine Lebenspartnerschaft ein.
Privat und beruflich engagiert sich Weinert für die AIDS-Hilfe. Er lebte von 1999 bis 2021 in Offenbach am Main. Seit 2021 wohnt er in Lorch (Rheingau).

## Journalistische Arbeit

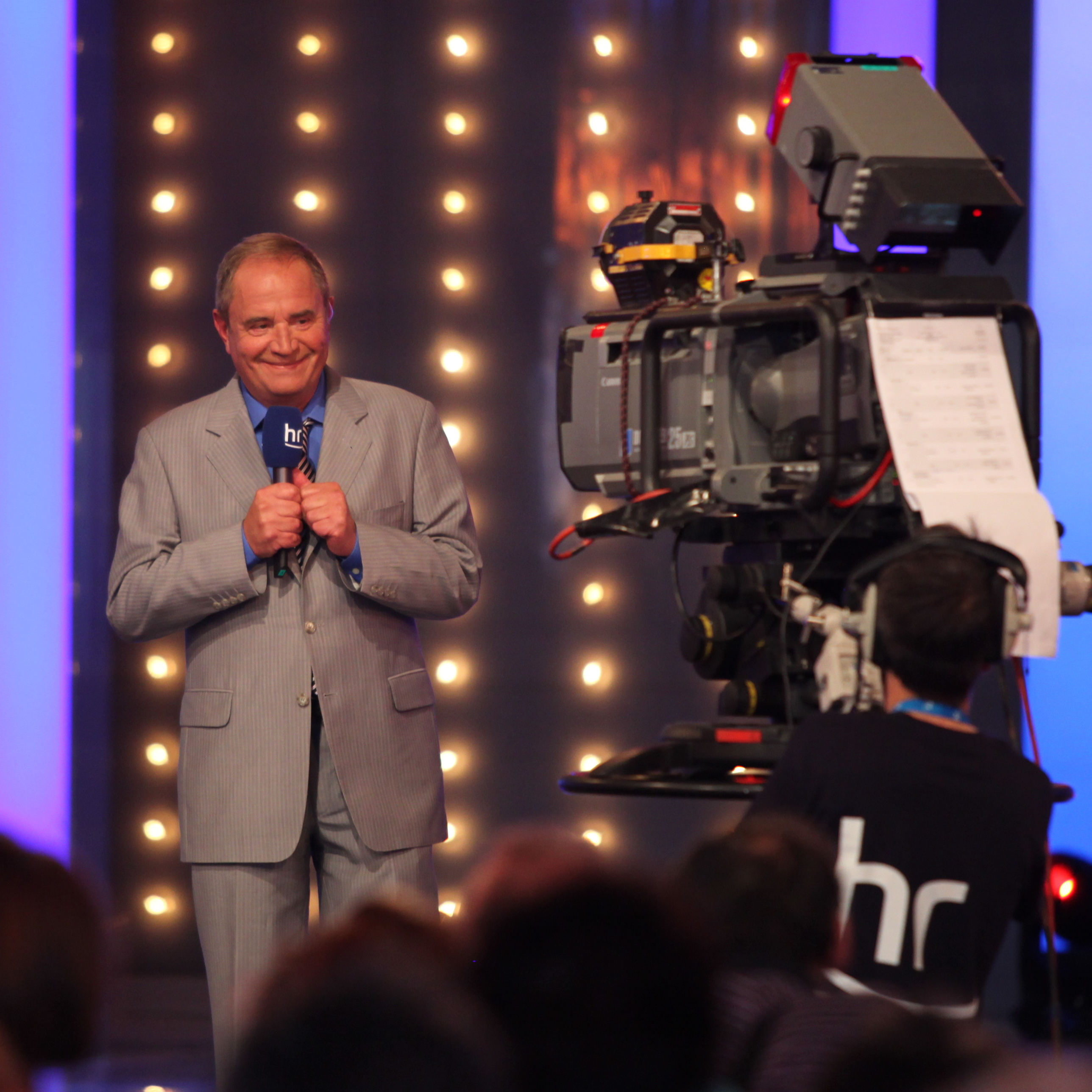
Holger Weinert bei der Moderation der Hessenschau am Hessentag 2014 in Bensheim.

Weinert war seit Beginn seiner Arbeit beim Hessischen Rundfunk bis zum Herbst 2005 als Moderator der Hessenschau tätig. Danach moderierte er im wöchentlichen Wechsel mit der Journalistin Claudia Schick das Spätmagazin Hessenjournal. Am 31. März 2017 moderierte Weinert zum letzten Mal die Hessenschau und wurde anschließend von der Redaktion gebührend verabschiedet. Für andere Formate bleibt er dem Hessischen Rundfunk jedoch erhalten. Zusammen mit Luc Jochimsen und Michel Friedman betreute er das politische Magazin 3, 2, 1.
Ein weiterer Schwerpunkt Weinerts liegt bei der Berichterstattung über Prominente, dieses Spezialgebiet betreute er schon beim Weserkurier. Zwischen Januar 1998 und Juni 2008 moderierte er zusammen mit Monika Kullmann und seiner Golden-Retriever-Hündin „Paula“ die wöchentliche Sendung vipshow im hr-fernsehen. Wiederum mit Luc Jochimsen berichtete Weinert zwischen 1997 und 2000 über Hessische Hoheiten.
Von 1991 bis 1995 moderierte Weinert die Show Holgers Waschsalon. Der „Waschsalon“ war nach Weinerts eigener Aussage seine bekannteste Sendung, auf die er heute noch angesprochen wird. Die 46 Folgen wurden auch vom NDR, SFB und RB ausgestrahlt. 1996 besuchte er für das ZDF mit der Sendung Holger kommt prominente Persönlichkeiten zu Hause. 1997 erfolgte mit Holgers Tankstelle ein weiterer Show-Abstecher zum ZDF.
Für die ARD erstellte Weinert zwischen 1990 und 1998 fünf Reportagen zu unterschiedlichen Themenkreisen. Die erste war 1990 Ulis letzter Sommer – das lange Sterben mit AIDS. 48 Stunden im Leben des Ignatz Bubis folgte 1994. Mit Luc Jochimsen drehte er 1996 eine Reportage über Günter Schabowski, Angeklagt: Der Maueröffner. Die zwei Leben des Günter Schabowski. Es folgte mit Das AIDS-Wunder 1997 erneut ein Bericht über die Immunschwächekrankheit. Über einen hessischen Immobilienskandal berichtete Weinert 1998 in Tod im Weinberg – das Ende des Grafen Matuschka. Ebenfalls für die ARD drehte er diverse Folgen für die Porträt-Reihe höchstpersönlich, unter anderem über Anne-Sophie Mutter, Gloria von Thurn und Taxis und Alfred Biolek.
Von 1998 bis 2015 hat Holger Weinert insgesamt 35 Folgen der Adelsserie Hessische Hoheiten auf Sendung gebracht, außerdem drei neunzigminütige Streifzüge durch Hessische Adelshäuser.
Seit 2009 befuhr er mit prominenten Begleitern neunmal den Rhein mit der Rheinpartie (je 45 Minuten), außerdem Lahn, Fulda, Weser und Main.
Seit 2013 suchte Weinert in Holgers Hessen Schauplätze seiner Reportertätigkeit auf. Außerdem berichteten er und seine Kollegin Monika Kullmann alljährlich in Extra-Ausgaben vom Frankfurter Opernball, dem Ball des Sports in Wiesbaden, dem Sportpresseball und dem Hessischen Film- und Kinopreis.
Im März 2017 ging Weinert als Moderator der Hessenschau in den Ruhestand. Als „Adelsexperte“ und im Rahmen seiner Reportagesendungen sollte er jedoch weiterhin zu sehen sein.

## Auszeichnungen
- 1986: Für seine Sendung „Wohl bekomm’s – Nudelskandal“ erhielt Weinert den ARD-Regionalpreis.
- 1990: Für die ARD-Reportage „Ulis letzter Sommer“ erhielt er den Journalistenpreis der Deutschen AIDS-Stiftung.
- 2008: Barbarossa-Dog-Award für Weinert und seinen Hund Paula
- 2008: „Dr. humoris causa“ vom Niddaer Carnevalverein
- 2014: Hessischer Journalistenpreis für das bisherige Lebenswerk.
- 2024: Hessischer Verdienstorden[5]

## Jurymitglied
- Von 1991 bis 2000 war Weinert Mitglied der Medienpreis-Jury der Deutschen AIDS-Stiftung.
- 2019 war Weinert Mitglied der Künstlerpreis-Jury der Erhard-Roth-Medaille.[6]

## Veröffentlichung
- Holgers Hessen. Verlag Waldemar Kramer, Wiesbaden 2016, ISBN 978-3-7374-0465-5.
- Ein Hund und eine Seele. 2. Auflage. Laudatio Verlag, Frankfurt/M. 2013, ISBN 978-3-941275-54-6.
- Holger Weinert und weitere Autoren: Polit-Talkshows - Bühnen der Macht: Ein Blick hinter die Kulissen. Hrsg.: Sascha Michel/Heiko Girnth. Bouvier Verlag, Bonn 2009, ISBN 978-3-416-03280-3, 3, zwei, eins oder: Was talken wir heute? – Wie ich lernte, Michel Friedman zu lieben, S. 99–104.
- Alle Wettergedichte aus der Hessenschau. Region-Verlag Kindel, Felsberg 2005, ISBN 3-9810564-0-X.
- Das Wetter wird netter. Region-Verlag Kindel, Felsberg 2003, ISBN 3-00-011691-5.
- Holger Weinert und weitere Autoren: Homosexualitat (Frankfurt Am Main). Bucher Verlag, München, ISBN 1-159-05975-6.